# Merklinde
Koordinaten: 51° 32′ N, 7° 19′ O

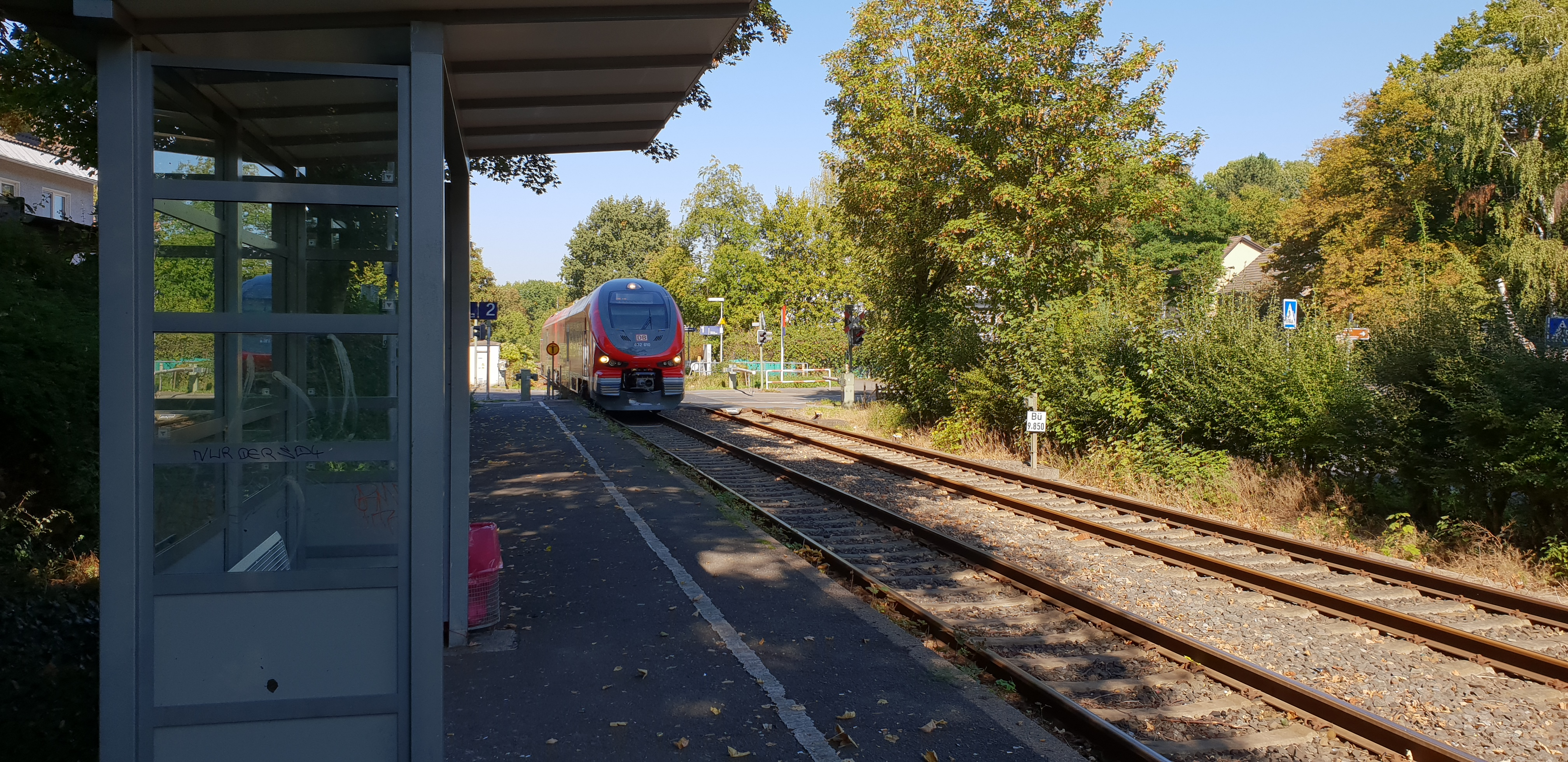
Station Castrop-Rauxel-Merklinde; Zug Pesa Link

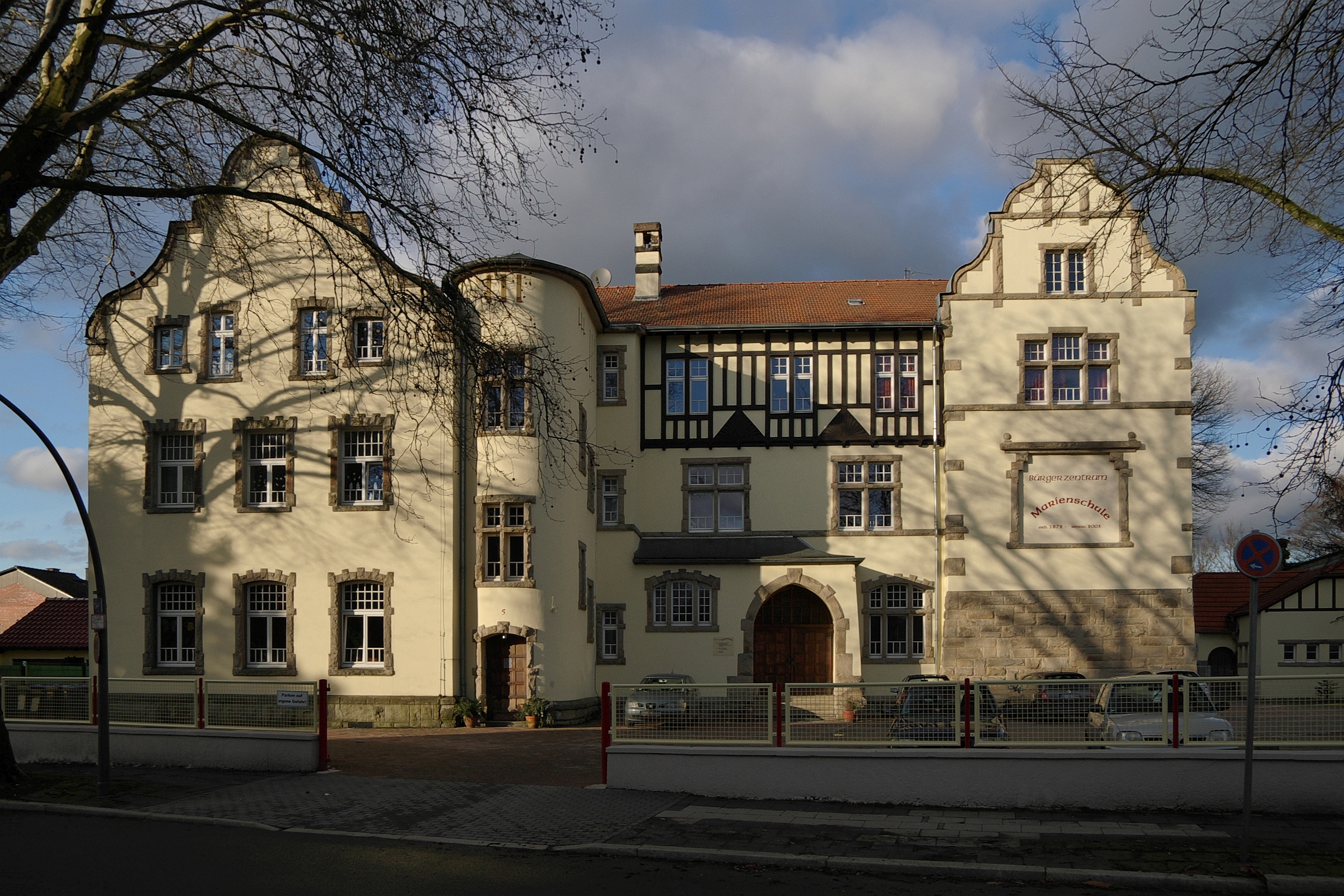
Ehemalige Marienschule, jetzt Bürgerzentrum

Merklinde (niederdeutsch Meärklinne) ist seit seiner Eingemeindung am 1. April 1926 ein Stadtteil Castrop-Rauxels.
Der Ort gilt als beliebte Wohnlage und weist neben dem vergleichsweise städtisch geprägten westlichen Wohngebiet am Bahnhaltepunkt Castrop-Rauxel-Merklinde, ein eher ländlich geprägtes Wohngebiet im Osten des Stadtteils auf. 
Südlich des Stadtteils verläuft die Grenze zu Dortmund, Stadtbezirk Lütgendortmund. Nach Westen und Süden schließt sich unmittelbar die ehemalige Bauerschaft Bövinghausen an, deren Norden zu Castrop-Rauxel, deren Süden jedoch bereits zu Dortmund gehört. Der Stadtteil hatte am 31. Dezember 2024 1.172 Einwohner.

## Historisches
Der geschichtliche Ursprung des heutigen Stadtteils Merklinde ist die Bauerschaft Merklinde, die erstmals um 1150 im Heberegister des Klosters Werden als Mediclinne erwähnt wird. Sie gehört wie Frohlinde zu den Linne-Bauerschaften. Die Bedeutung medic ist nicht eindeutig geklärt. Hermann Jellinghaus bietet die Deutung klein an, was hinsichtlich der Größe der Bauerschaft zutreffen könnte. Ursprünglich bildete Merklinde eine geschlossene Siedlung von neun Bauernhöfen, die von einer 652 Morgen großen löß- und fruchtreichen Feldflur umgeben waren.
In Merklinde hielt sich lange das Gerücht, dass sich in der Bauerschaft ein Rittergut befunden habe. Tatsächlich hat ein Merklinder Hof in Abhängigkeit von Haus Bladenhorst gestanden. 1332 errichtete der Ritter von Düngelen neben seiner Burg Bladenhorst eine Kapelle, die er mit dem Thedingsgut in Merklinde ausstattete, das er nach dem Aussterben des Rittergeschlechts von Castrop erworben hatte. Im Zusammenhang mit dem Thedingsgut treten kurz vor und nach 1500 Namen auf, die auf adelige Besitzer hinweisen. Zu erwähnen ist hier z. B. Wessel von Merklinne, der mit Else von Overncastrop-Lakenburg verheiratet war. Das Gut Theding verlor im 16. Jahrhundert seinen Adelscharakter und wurde ein Bauernhof.
Der Ruhrbergbau bewirkte zwischen 1880 und 1960 einen Aufschwung: aus den deutschen Ostgebieten zogen zahlreiche Bergleute zu, um in den vier umliegenden Zechen zu arbeiten. Lokale Traditionsunternehmen waren die Ziegelei Leßmöllmann, die Schmiede von Jos. Klonder (2016 abgerissen) und die Kornbrennerei Büchter.

## Einwohnerentwicklung
| Jahr | Stand zum 31.12. |
| ---- | ---------------- |
| 2007 | 1087             |
| 2008 | 1058             |
| 2009 | 1052             |
| 2010 | 1029             |
| 2011 | 1038             |
| 2012 | 1063             |
| 2013 | 1060             |
| 2014 | 1077             |
| 2015 | 1111             |
| 2016 | 1124             |

## Infrastruktur
Der Haltepunkt Castrop-Rauxel-Merklinde liegt an der Bahnstrecke Duisburg-Ruhrort–Dortmund, die stündlich von Zügen der Linie RB 43 Emschertalbahn (nach Dortmund Hbf im Osten sowie Herne, Wanne-Eickel Hbf, Gladbeck Ost, Dorsten im Westen) bedient wird.
| Linie | Verlauf | Takt   |
| ----- | --- | ------ |
| RB 43 | Emschertal-Bahn: Dorsten – Feldhausen – Gladbeck-Zweckel – Gladbeck Ost – Gelsenkirchen-Buer Süd – Gelsenkirchen Zoo – Wanne-Eickel Hbf – Herne – Herne-Börnig – Castrop-Rauxel Süd – Castrop-Rauxel-Merklinde – Dortmund-Bövinghausen – Dortmund-Lütgendortmund Nord – Dortmund-Marten – Dortmund-Rahm – Dortmund-Huckarde Nord – Dortmund Hbf Stand: Fahrplanwechsel Dezember 2021 | 60 min |

Durch die Buslinien 364 (Richtung Bochum und Castroper Innenstadt) und 378 (Richtung Dortmunder Westen, Ruhr-Universität Bochum und ebenfalls Castroper Innenstadt), welche von der BOGESTRA betrieben werden, ist Merklinde an das Netz des ÖPNV angebunden. 
| Linie | Verlauf | Takt (Mo–Fr) |
| ----- | --- | ------------ |
| 364   | Sportplatz Papenholz – Bochum-Langendreer West – Werne Amt – Ruhr-Park – Kirchharpen – Gerthe Mitte – Castrop-Rauxel-Merklinde – Castrop Münsterplatz            | 30 min       |
| 378   | Querenburg, Ruhr-Universität – Langendreer Markt – Bochum-Langendreer – Dortmund-Lütgendortmund – Bövinghausen – Castrop-Rauxel-Merklinde – Castrop Münsterplatz | 30 min       |

Durch Merklinde führt in Ost-West-Richtung die seit den 1970er Jahren stillgelegte Eisenbahngüterstrecke von Dortmund-Bövinghausen zum Bahnhof Bochum Nord, die vor allem der Erschließung der Zeche Lothringen in Bochum-Gerthe diente. Eine weitere, ebenfalls seit den 1970er Jahren stillgelegte und mittlerweile zum großen Teil abgetragene Strecke war die Verbindung der Zeche Graf Schwerin im Castrop-Rauxeler Vorort Schwerin mit dem Güterbahnhof in Dortmund-Bövinghausen. Zwischen beiden Strecken bestand eine Verbindung in Form eines Gleisdreiecks zwischen der Bockenfelder Straße und der Wittener Straße.
Merklinde liegt an der B 235, die von Senden und Münster im Norden nach Witten im Süden führt. Die Straße durchschneidet Castrop-Rauxel in Nord-Süd-Richtung und stellt die direkte Verbindung zwischen Merklinde und den Castrop-Rauxeler Stadtteilen Henrichenburg, Habinghorst, Rauxel und Castrop her. Das Gewerbegebiet Merklinde mit einer Gesamtfläche von ca. 30 ha ist Standort für Produktion, Dienstleistungen, Logistik und Industrieservice. Hier sind u. a. die Unternehmen Thimm Verpackung GmbH (Zentrale in Northeim), Kunststoffverarbeitung L. Risse, ALSCO Berufsbekleidungsservice (Zentrale in Köln), Otto Klostermann GmbH sowie Parkett Hinterseer, ehem. Sudhoff, ansässig.
Das gewerbliche Angebot für den täglichen Bedarf der Bevölkerung ist in Merklinde seit jeher eingeschränkt. So verfügt Merklinde weder über einen niedergelassenen Mediziner noch über eine Apotheke. Die Filiale der Stadtsparkasse wurde im Frühjahr 2016 geschlossen, ein Lebensmittelgeschäft existiert seit Ende der 1990er Jahre nicht mehr; zwei Kioske sowie einige Lebensmittel-Lieferdienste können die Versorgungslücke nicht schließen. Seit März 2019 gibt es mit dem Naz Market einen mittelgroßen türkischen Supermarkt in den Räumen der ehemaligen Postfiliale in der Harkortstraße. Die nächsten Lebensmittelgeschäfte und Discounter befinden sich erst hinter der Stadtgrenze zu Dortmund in Bövinghausen. 2016 schloss die letzte Gaststätte Altdeutsche Bierstuben; derzeit (Juni 2020) gibt es zwei Imbisse (griechisch und türkisch).
An pädagogischen Einrichtungen steht noch der katholische Kindergarten der St.-Marien-Kirche zur Verfügung. Die Friedrich-Harkort-Grundschule wurde 2013 mangels Erreichung der notwendigen Schüleranmeldungen geschlossen; die zukünftige Nutzung ist nach wie vor ungeklärt.
2017 wurde der Bürgerverein Wir sind Merklinde e. V. gegründet, um gegen die infrastrukturellen Missstände in dem abgehängten Ortsteil anzugehen.

## Sport
Der Fußballverein SuS Merklinde ist der wohl bedeutendste Sportclub Merklindes. Der Fußballplatz des Vereins liegt am Fuchsweg im äußersten Süden des Vororts.
Der Billardverein ABC Merklinde ist der erfolgreichste Turnierbillardverein Deutschlands. Aktuell spielt er in der höchsten deutschen Klasse, der 1. Bundesliga Mehrkampf.

## Persönlichkeiten
- Paschasius Hermann Rettler (1915–2004), Franziskaner und Bischof von Bacabal (Brasilien), in Merklinde geboren